# Agnes Monica
Agnes Monica Muljoto, bättre känd som enbart Agnes Monica, född 1 juli 1986 i Jakarta, Indonesien, är en indonesisk sångerska-låtskrivare. 

## Diskografi
- Si Meong (1992)
- Yess! (1995)
- Bala-Bala (1996)
- And the Story Goes (2003)
- Whaddup A'..?! (2005)
- Nez (2008)
- Sacredly Agnezious (2009)
- Agnes Is My Name (2011)
- Agnez Mo (2013)